# Carmina Villariba-Tolentino
Carmina Villariba-Tolentino ( 1964 - ) es una botánica, y curadora filipina.

## Algunas publicaciones

### Libros
- domingo a. Madulid, carmina Villariba-Tolentino, maribel G. Agoo. 2006. Rafflesia banahawensis (Rafflesiaceae), a new species from Luzon, Philippines. Ed. University. 51 pp.

- La abreviatura «Villariba» se emplea para indicar a Carmina Villariba-Tolentino como autoridad en la descripción y clasificación científica de los vegetales.[1]